# Historia Azerbejdżanu
Azerbejdżan jako kraj składa się z dwóch części:
- Azerbejdżanu północnego, stanowiącego dziś narodowe państwo Azerów jako Republika Azerbejdżanu;
- Azerbejdżanu Południowego, stanowiącego integralną część Islamskiej Republiki Iranu.

Włączenie Azerbejdżanu do państwa Wielkich Seldżuków w XI wieku odgrywa ważną rolę w kształtowaniu narodu azerbejdżańskiego. Formowanie się narodu azerbejdżańskiego kończy się w XIII wieku.
Na początku XI wieku region ten był stopniowo najeżdżany przez fale Oguzów z Azji Środkowej, którzy w tym czasie przyjęli turkmeńską nazwę etniczną.  Pierwszą z tych tureckich dynastii było imperium seldżuckie, które wkroczyło do Azerbejdżanu w 1067 r.
Po śmierci Timura w regionie powstały dwa niezależne i rywalizujące ze sobą państwa tureckie: Qara Qoyunlu i Aq Qoyunlu.  Aq Qoyunlu i Qara Qoyunlu składały się głównie z plemion tureckich mówiących po azersku i miały dwupaństwową strukturę konfederacką, co wzmocniło ich samorządy lokalne. Niektórzy historycy uważają, że są to współcześni Azerbejdżanie
Po rozpadzie imperium Afshar w 1747 r. w Azerbejdżanie i irańskim Azerbejdżanie powstały chanaty (królestwa) pochodzenia azerbejdżańskiego. Okres ten jest uważany za okres feudalnej fragmentacji Azerbejdżanu.
Okres chanatów uważany jest za okres rozbicia feudalnego Azerbejdżanu.  Tym samym rozpoczął się półwieczny okres niepodległości Azerbejdżanu, choć w warunkach głębokiej dezintegracji politycznej i wojny domowej
Po wojnach rosyjsko-perskich w latach 1804–1813 i 1826–1828 Iran Kadżarów został zmuszony do oddania swoich kaukaskich terytoriów Imperium Rosyjskiemu;  traktaty z Golestanu z 1813 r. i Torkmanczaju z 1828 r. określają granicę między carską Rosją a Kadżarem Iranem
Azerbejdżan ma bogate dziedzictwo kulturowe.  Wyróżnia się tym, że jest pierwszym krajem, w którym odbywają się sztuki widowiskowe, takie jak opera i teatr, wśród krajów, w których muzułmanie stanowią większość.
Po ponad 80 latach przynależności do Imperium Rosyjskiego na Kaukazie, w 1918 roku powstała Azerbejdżańska Demokratyczna Republika. Azerbejdżan został najechany przez wojska sowieckie w 1920 roku, co doprowadziło do powstania Azerbejdżańskiej SRR.  Na początku okresu sowieckiego ostatecznie ukształtowała się tożsamość narodowa Azerbejdżanu.  Azerbejdżan pozostawał pod rządami sowieckimi aż do rozpadu Związku Radzieckiego w 1991 roku, po którym proklamowano niepodległą Republikę Azerbejdżanu.  Wrogie stosunki z sąsiednią Armenią i konflikt o Górski Karabach znajdują się w centrum polityki Azerbejdżanu od czasu uzyskania niepodległości.

## Starożytność i średniowiecze

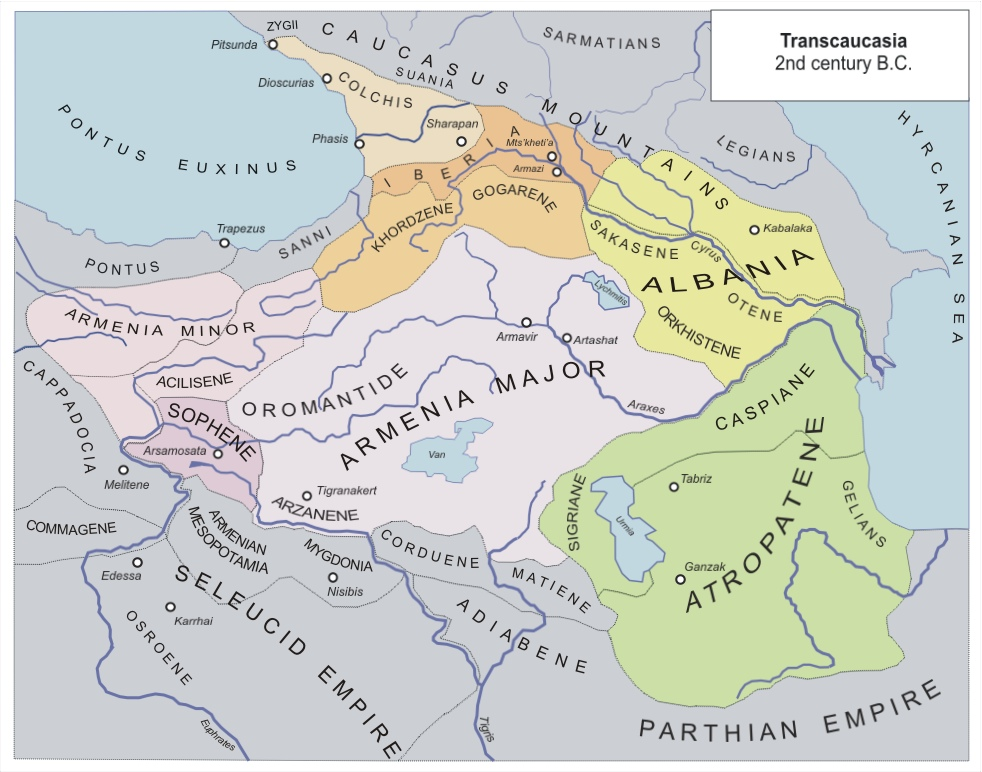

Najstarsze ślady osadnictwa ludzkiego na terenie Azerbejdżanu to odnalezione w jaskini Azych szczątki z okresu paleolitu (350–400 tysięcy lat temu). 
Najdawniejszymi znanymi mieszkańcami terytorium dzisiejszego Azerbejdżanu były ludy kaukaskie znane z kronik jako Albanowie i Iberowie. Ludy te utworzyły szereg państw o stosunkowo wysokim poziomie cywilizacyjnym. Pierwszym znanym było królestwo Manna, istniejące od IX w. p.n.e. do początku VII w. p.n.e. Później na tym terenie istniały rodzime państwa znane jako Albania Kaukaska i Iberia kaukaska. 
Samodzielność państw zakaukaskich skończyła się na dobre wraz z nadejściem epoki wielkich imperiów. Państwa istniejące na terenie dzisiejszego Azerbejdżanu, wszystkie czy też część z nich, były systematycznie podbijane bądź uzależniane od ościennych potęg - kolejno imperium medyjskiego, perskiego, Aleksandra Wielkiego i wreszcie partyjskiego. 
Wraz z pojawieniem się na Zakaukaziu legionów rzymskich i odrodzeniem się Persji jako państwa Sasanidów ukształtował się na Zakaukaziu względnie trwały układ sił polegający na ciągłej walce imperium z zachodu, władającego aktualnie Azją Mniejszą, z imperium ze wschodu, władającym Persją i Mezopotamią. Imperium wschodnim było imperium perskie w swych kolejnych dynastycznych wcieleniach. Imperiami zachodnimi były Rzym, następnie Bizancjum, a ostatecznie, już w czasach nowożytnych, imperium osmańskie. 
Mocą kolejnych, regularnie zrywanych układów pokojowych dochodziło do kolejnych podziałów Zakaukazia między mocarstwami, czy to przez bezpośrednią aneksję, czy to na strefy wpływów. Państewka zakaukaskie stanowiły peryferia kolejnych imperiów. Słabnięcie imperiów oznaczało większy zakres swobody dla Zakaukazia i emancypację tamtejszych feudałów we władców drobnych państewek. Wzrost potęgi imperium powodował jego wewnętrzną konsolidację i likwidację niezależności państewek zakaukaskich, z reguły siłą. Nieustanne wojny, czy to między imperiami czy też między imperiami a lokalnymi państewkami, niszczyły region i stale hamowały jego rozwój. Zakaukazie było również celem najazdów typowo łupieżczych, przede wszystkim koczowników zza Kaukazu: Alanów, Chazarów, Hunów i różnych odłamów Turków, ale i Rusinów kijowskich. 
Sytuację zaburzały częste ingerencje mocarstw spoza kręgu kaukasko-bliskowschodniego. W VII wieku Zakaukazie zostało podbite przez Arabów i włączone w granice kalifatu bagdadzkiego. W drugiej połowie XI wieku opanowali je Turcy seldżuccy (Oguzowie). Po okresie zamętu w latach 1231-1260 Zakaukazie zostało podbite przez Mongołów i stało się częścią państwa ilchanów (Hulagidów), spornym ze Złotą Ordą. Na przełomie XV i XVI wieku wschodnie Zakaukazie najechały wojska Tamerlana, ale po krótkim panowaniu wypełnionym bezustannymi buntami i rzeziami władza Timurydów upadła i panowanie nad Zakaukaziem i Azerbejdżanem objęło efemeryczne turkmeńskie państwo Ak-Kojunłu. Dłuższy okres stabilizacji nastąpił w XVI-XVII wieku pod władzą dynastii Safawidów, która, wyszedłszy z jednego z państewek azerbejdżańskich, opanowała całą Persję. W wojnach safawidzko-osmańskich doszło do kolejnego podziału Zakaukazia, w którym obszary dzisiejszego Azerbejdżanu i Armenii znów przypadły Persji. 

## Religia i narodowość

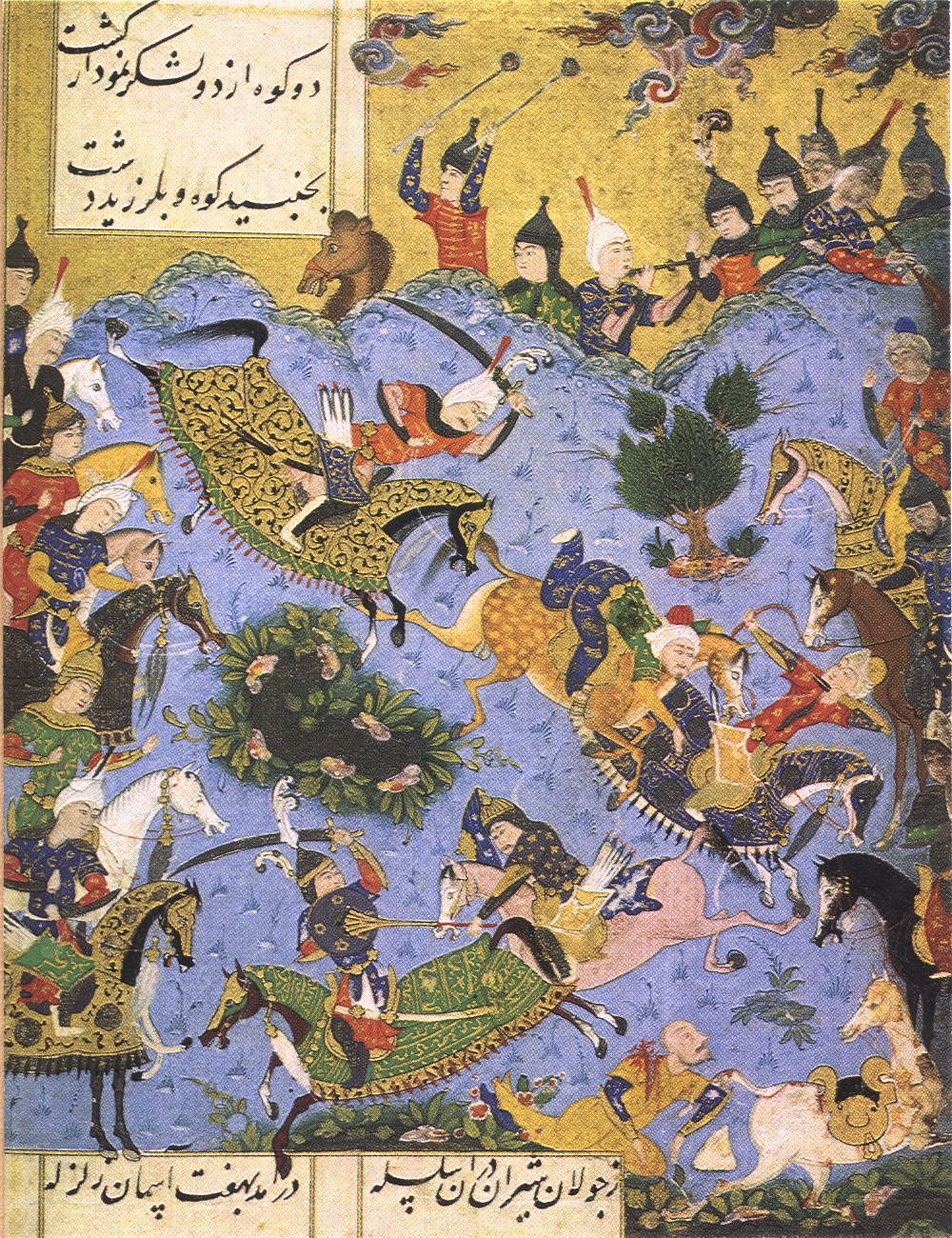

Jak wspomniano, pierwotnie wschodnie Zakaukazie zamieszkiwały ludy kaukaskie. Jednak w miarę upływu wieków pierwotną populację kaukaską, dziesiątkowaną przez wojny i najazdy, stopniowo zastępowała ludność turecka, sprowadzana na opustoszałe tereny przez władców bądź osiedlająca się tam samorzutnie. Proces ten datuje się już od VI-VII wieku, gdy w Azerbejdżanie osiedliły się grupy Chazarów, a przybrał na sile w późnym średniowieczu, zwłaszcza za panowania seldżuckiego. W tym właśnie okresie ludność Azerbejdżanu masowo przyjęła używany przez Seldżuków język z grupy oguzyjskiej języków tureckich, który wyparł język arabski używany dotychczas jako urzędowy oraz perski i języki kaukaskie jako język potoczny (tym niemniej język perski pozostał w użyciu jako język wyższej kultury). Z języka tego po kilkuset latach rozwinął się używany dziś język azerski. Tak więc dzisiejsi Azerowie są również sturkizowanymi potomkami ludów irańskich i kaukaskich. 
Pierwotne wierzenia najdawniejszych mieszkańców Azerbejdżanu zanikły bez śladu. W miarę narastania wpływów perskich dominującą religią stał się na tych ziemiach zoroastryzm. W południowym Azerbejdżanie w III wieku powszechny był manicheizm, a pod koniec V wieku pojawiła się synkretyczna religia mazdakizmu. Obie były w okrutny sposób zwalczane przez władze perskie. W IV wieku północny Azerbejdżan przyjął chrześcijaństwo. Podbój arabski w VII wieku zapoczątkował islamizację tych ziem, zakończoną około XI wieku, za panowania Turków. W rozłamie islamu na szyizm i sunnizm Azerbejdżan pod wpływem sąsiedniej Persji stał się krajem szyickim – w odróżnieniu od pozostałych krajów tureckich. 

## Czasy nowożytne

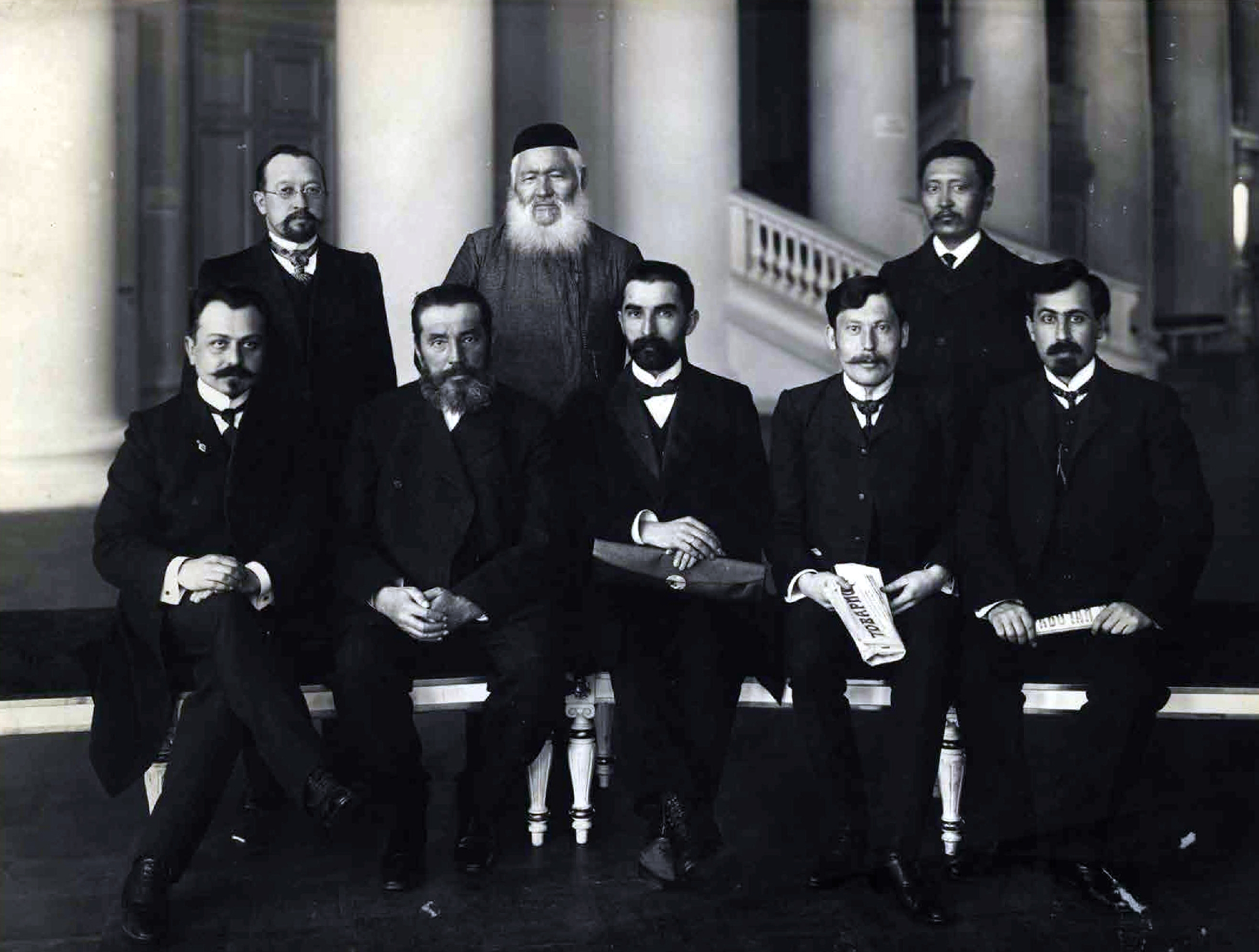
Grupa Azerskich deputowanych do II Dumy

Po upadku Safawidów i krótkotrwałym okresie zamętu hegemonię nad Zakaukaziem zaczął przejmować nowy gracz – Rosja. Zorganizowane według nowożytnych, zachodnich wzorców Cesarstwo Rosyjskie nie miało godnych przeciwników na Zakaukaziu. Rosja rozgromiła Persję w dwóch kolejnych wojnach – 1804-1813 i 1826-1828, zakończonych traktatami w Giulistanie i w Turkmanczaj. W wyniku tych traktatów Rosja odebrała Persji wschodnią Armenię i północny Azerbejdżan po Araks, a nawet leżący na południe od tej rzeki chanat tałyski.
W ten sposób doszło do podziału Azerbejdżanu na północny – rosyjski i południowy – perski. Północny Azerbejdżan, zwłaszcza po odkryciu bogatych złóż ropy naftowej, zaczął ulegać szybkiej rusyfikacji i westernizacji, za czym poszło pojawienie się poczucia odrębności narodowej. Dla odmiany południowy Azerbejdżan, pozostały przy Persji, mimo odrębności językowej pozostał częścią perskiej przestrzeni kulturowej. Narosły również różnice w poziomie życia między bogacącym się – głównie na ropie naftowej – Azerbejdżanem północnym a biednym, zacofanym Azerbejdżanem południowym. Po koniec XIX wieku różnice kulturowe między obiema częściami Azerbejdżanu narosły do tego stopnia, że istniejące z początku dążenia unifikacyjne zanikły. W XX wieku w Azerbejdżanie Północnym pojawiły się natomiast tendencje panturkistyczne.
Po rewolucji w Rosji i wywołanym nią upadku władzy rosyjskiej w peryferyjnym namiestnictwie kaukaskim przejął władzę miejscowy Sejm Zakaukaski, który 22 kwietnia 1918 proklamował Zakaukaską Demokratyczną Republikę Federacyjną złożoną z Gruzji, Armenii i Azerbejdżanu. Konflikty między państwami składowymi doprowadziły do rozpadu federacji już 26 maja 1918, po czym 28 maja 1918 Azerbejdżańska Rada Narodowa ogłosiła niepodległość Demokratycznej Republiki Azerbejdżanu z tymczasową stolicą w Gandży. Nowe państwo z początku pozostawało pod kuratelą osmańską, a po rozpadzie imperium osmańskiego – pod wpływami (i częściową okupacją) Wielkiej Brytanii. Po zakończeniu tej okupacji w sierpniu 1919 młodej republice nie udało się znaleźć oparcia międzynarodowego i w kwietniu 1920 Azerbejdżan został zajęty przez Armię Czerwoną. 28 kwietnia 1920 miejscowi i napływowi bolszewicy na bagnetach Armii Czerwonej ogłosili powstanie Azerbejdżańskiej Socjalistycznej Republiki Radzieckiej – formalnie niezależnej, w rzeczywistości ściśle podporządkowanej Moskwie. Sowiecki Azerbejdżan coraz ściślej wiązał się z sowiecką Rosją, czego wyrazem był zawarty 30 września 1920 układ o związku wojskowym i gospodarczym.
Pod naciskiem Moskwy 12 marca 1922 Azerbejdżan wraz z sowiecką Gruzją i Armenią utworzył Zakaukaską Federacyjną Socjalistyczną Republikę Radziecką i jako jej część wszedł w skład ZSRR. Po rozwiązaniu w 1936 Azerbejdżańska SRR stała się jedną z republik związkowych ZSRR.
W początkowych latach władzy sowieckiej na Zakaukaziu siłą i terrorem stłumiono konflikty między głównymi narodowościami Zakaukazia. Jeszcze w latach 20. XX wieku władze ponad głowami zainteresowanych rozstrzygnęły o przynależności terenów spornych między Azerbejdżanem a Armenią i Gruzją: Karabachu, Zangezuru i Nachiczewanu oraz okręgu zakatalskiego.
Okres przynależności Azerbejdżanu do ZSRR odznaczył się gwałtowną industrializacją, przede wszystkim w zakresie wydobycia i przetwórstwa ropy naftowej. Pociągnęło to za sobą gwałtowną urbanizację i typowy dla muzułmańskich republik ZSRR ogromny wzrost liczby ludności. W miarę utraty znaczenia zakaukaskich złóż ropy naftowej dla ZSRR od lat 60. XX wieku gospodarka republiki popadała jednak w marazm, a dodatkowo zaciążyła na niej postsowiecka katastrofa ekologiczna.
W roku 1941 Armia Czerwona w porozumieniu z Wielką Brytanią zajęły północny Iran, gdzie w 1945 powołały Ludowy Rząd Azerbejdżanu zmierzający do utworzenia w Azerbejdżanie Irańskim autonomicznej republiki azerskiej. W listopadzie w 1945 powstała Autonomiczna Republika Azerbejdżanu. Niektórzy z nich liczyli na to, że terytorium Iranu zamieszkiwane przez Azerów zostanie wcielone do ZSRR. Do utworzenia w ten sposób "Wielkiego Azerbejdżanu" dążył m.in. pierwszy sekretarz Komunistycznej Partii Azerbejdżanu Mir Cəfər Bağırov. Ostatecznie gdy rząd ZSRR wycofał swoje poparcie dla republiki, ta została zlikwidowana przez wojska irańskie.

## Współczesność

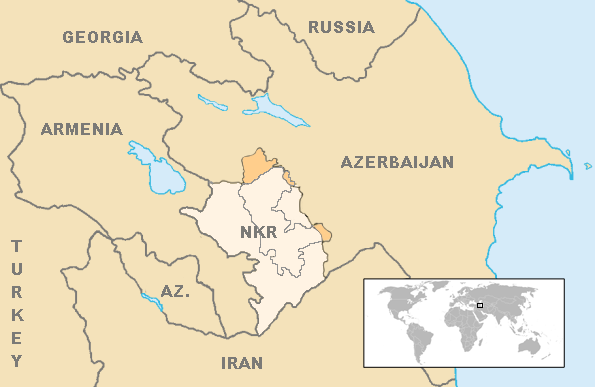
Lokalizacja Górskiego Karabachu

30 sierpnia 1991 Rada Najwyższa Azerbejdżańskiej SRR ogłosiła niepodległość Azerbejdżanu i zerwanie z ZSRR. W grudniu 1991 Azerbejdżan przystąpił do Wspólnoty Niepodległych Państw.
Sytuacja gospodarcza i polityczna dzisiejszego Azerbejdżanu jest stabilna. Największym problemem państwa jest tląca się nieprzerwanie od chwili ogłoszenia niepodległości wojna o Górski Karabach.